# Адуа
А́дуа (амх. አድዋ) — торговый город в северной части Эфиопии. Более известен решающей битвой между эфиопскими и итальянскими войсками, которая произошла 1 марта 1896 года и завершилась героической победой эфиопских войск.
Расположен на высоте 1882 м над уровнем моря. По данным переписи 2007 года, проведённой Центральным статистическим агентством страны, население города составляет 40 500 человек, из них 18 307 мужчин и 22 193 женщины. 90,27 % населения — приверженцы эфиопской православной церкви; 9,01 % — мусульмане. По данным прошлой переписи 1994 года население города насчитывало 24 519 человек.
В Адуа расположено несколько храмов, а также монастырь святого Гаримы, основанный в VI веке, в котором находятся древнейшие христианские святыни Эфиопии, в том числе, и евангелия Гаримы. Кроме этого, именно отсюда отправлялись миссионеры для проповедования католицизма в Эфиопии.
В Адуа родился Абуна Павел, в 1992—2012 годах Патриарх Эфиопской православной церкви.